# 莫滕·梅爾達爾
莫滕·彼得·梅尔达尔（丹麥語：Morten Peter Meldal，1954年1月16日—）是一名丹麥化學家，哥本哈根大學化學教授。他最知名的是開發CuAAC-click反應，與瓦列里·V·弗金（Valery V. Fokin）和卡爾·巴里·沙普利斯同時獨立地完成。
他因“在点击化学与生物正交化学取得的成就”而与卡罗琳·贝尔托西和卡尔·巴里·沙普利斯共享了2022年诺贝尔化学奖。

## 生平
梅爾達爾在丹麥理工大學獲得化學工程學士和博士學位；他的博士工作由克勞斯·博克（Klaus Bock）指導，主要研究寡醣的合成化學。1983年至1988年，他在丹麥理工大學和哥本哈根大學擔任有機化學的獨立研究助理。1985年至1986年，他在劍橋大學進行博士後工作；他是醫學研究委員會中心分子生物學實驗室的博士後研究助理。1996年，他被任命為丹麥理工大學兼職教授。1997年起，他擔任固相有機化學和酶促反應中心的負責人。1998年起，他領導嘉士伯研究實驗室化學系的合成小組。
梅爾達爾在其職業生涯的初期開發幾種多肽合成的技術和儀器。他開發了用於多肽和有機合成儀器的多柱合成法，以及用於組裝大型分離混合庫。他首先提出用於多肽和蛋白質連接、聚合物和材料科學中的乙炔和疊氮化合物的（環加）方法。隨後梅爾達爾的研究小組證明這一反應與大多數官能基的化學反應是完全正交的。他們後來開發出固體支持物，促進固相肽和肽-有機化學與固體化學生物學和蛋白質化學的合併。
最近梅爾達爾開發出一種光學編碼技術，並持續專注於固體支持物上的有機化學和肽化學的合併。他設計一系列關於生成N-acyl iminium離子的新方法，這些化合物的組合庫已經生成，並在基於細胞的珠上篩選中篩選出活性G蛋白偶聯受體物質。
2019年，梅爾達爾共同創立Betamab Therapeutics ApS公司，該公司基於β-體的概念，即抗體的肽模擬物。然而，該公司在2021年再次倒閉。

## 成就
- 開發一系列基於臨時保護方案的化學工程，用於糖肽的合成，包括連接糖肽，這些技術被用於描述對癌症相關黏液素的免疫學反應。目前在生化研究中採用一個使用基於模板的糖肽模擬物的概念。
- 開發含有磷酸作為過渡態類似物的多肽組合庫的固相合成，並確定參與破骨細胞遷移的金屬蛋白酶的納莫爾選擇性抑製劑，以控制骨質疏鬆症。
- 提出有機酶和基於肽的籠狀受體的概念，這些受體可以識別，例如糖水。
- 引入固相合成技術，實現清潔活化。